# I Am Your Leader
Pistes de Pink Friday Roman Reloaded
Come On A Cone
(2) Beez In The Trap
(4)
I Am Your Leader est un single de Nicki Minaj tiré de l'album Pink Friday Roman Reloaded sorti en 2012. Elle y est en featuring avec les rappeurs Rick Ross et Cam'ron.